# Катастрофа Ан-24 под Малабо
В субботу 16 июля 2005 года в окрестностях Малабо (Экваториальная Гвинея) потерпел катастрофу Ан-24Б компании Equatorial Express Airlines, в результате погибли 60 человек.

## Самолёт
Ан-24Б (заводской номер — 79901104, серийный — 011-04) (поначалу ошибочно называли модель Ан-32) выпущен Улан-Удэнским авиазаводом в 1967 году и первый полёт совершил 30 января. 22 марта передан Министерству гражданской авиации СССР, которое присвоило ему бортовой номер CCCP-47741. Известно, что в 1978 году авиалайнер эксплуатировался в Тюменском авиаотряде, который после 1992 года выделился в авиапредприятие Тюменские авиалинии. В 2003 году сдан в лизинг Ecuato Guineana de Aviacion из Экваториальной Гвинеи, в 2004 году бортовой номер сменился на 9L-LEP. В июне 2005 года под бортовым номером 3C-VQR самолёт сдан в лизинг компании Equatorial Express Airlines, также из Экваториальной Гвинеи. За всё время эксплуатации в этой стране самолёт не прошёл ни одного планового техосмотра, который следует проводить каждые 1000 лётных часов.

## Катастрофа
Самолёт выполнял внутренний рейс из Малабо в Бату, пилотировал его казахстанский экипаж. Вскоре после взлёта в 22 часа самолёт пропал с экранов радаров. На следующий день поисковый вертолёт нашёл его на покрытом лесом склоне горы Базиле недалеко от Малабо (в разных источниках встречаются 13—17 километров) полностью разрушенным. Прибывшие вскоре к месту падения спасатели не нашли ни одного выжившего.

## Последствия
Президент страны Теодоро Обианг Нгуема Мбасого объявил в стране 3-дневный траур. Поначалу власти сообщили, что в 48-местном самолёте находились 55 человек. В авиакомпании заявили о 45: 10 членов экипажа и 35 пассажиров. Отметим, что  пассажиры покупали билеты на борту, поэтому их учёт не вёлся, что затрудняло подсчёт погибших. К вечеру 17 июля министр транспорта и связи Экваториальной Гвинеи Баметрео Эло Мбонг сообщил, что найдены все тела погибших, которых оказалось 60: 6 членов экипажа и 54 пассажира.
На 2022 год это крупнейшая авиакатастрофа в Экваториальной Гвинее и с участием Ан-24.

## Причина
По свидетельству одного из очевидцев, он видел огонь на одной из плоскостей крыла. Наиболее вероятной причиной считается перегруз авиалайнера или технический отказ.